# 机上の九龍城
『机上の九龍城』（きじょうのクーロンじょう）は、長沢13センチによる日本の漫画。ウェブコミック配信サイト『チャンピオンクロス』（秋田書店）にて2016年7月26日から2018年1月30日まで連載。また、『月刊少年チャンピオン』（同社刊）でも2017年2月号（1月6日発売）から2018年3月号（2月6日発売）まで連載された。

## あらすじ
不良の吹き溜まり、楢蔵高校ことナラク。その頂点を目指すヤンキー3人組、九龍城こと九門晋平太、龍崎蓮治、城嶋保の3人が、ケンカの間に下ネタを中心としたムダ話を繰り広げる。

## 登場人物
九門晋平太（くもん しんぺいた）
九龍城の九。レオポンを倒し、新たにナラクのテッペンとなった。口癖は「いやマジで」。
龍崎蓮治（りゅうざき れんじ）
九龍城の龍。口癖は「たまらんわ」。
城嶋保（じょうしま たもつ）
九龍城の城。口癖は「めっちゃええやん」。
本田亮（ほんだ りょう）
通称レオポン。ナラクの前テッペン。九龍城へのリベンジを狙っている。人望が厚い。

## 書誌情報
- 長沢13センチ『机上の九龍城』秋田書店〈少年チャンピオン・コミックス〉、既刊1巻（2017年11月8日現在）
  1. 『机上の九龍城 ケンカの合間にムダ話!?編』、2017年11月15日初版発行（11月8日発売[4]）、ISBN 978-4-253-21823-8